# Ассаке-Аудан
Ассаке-Аудан (Ассаке-Каудан), на узбекски: Asakaovdon, Асакаовдон; на казахски: Ассеке-аудан) на руски: Ассаке-Аудан) е обширна депресия (падина) в западната част на Узбекистан (Каракалпакстан) и югозападната част на Казахстан (Мангистауска област), разположена в южната част на платото Устюрт, между възвишенията Карабаур на север и Капланкир на юг. Дължина от запад на изток 150 km, ширина до 85 km, площ около 5600 km². Надморска височина под 100 m. В древността цялата депресия е била залята от солено плиоценско езеро. Вътрешната ѝ част (дължина 90 km, ширина 35 km) е разположена под 50 m н.в. (мивимална 29 m) и през кватернера е била част от Сарикамишкото езеро, подхранвано от водите на Амударя. Склоновете и дъното ѝ са изградени от сарматски карбонатни глини, мергели и варовици, наслоени върху средномиоценски гипсови наслаги. Заета е от глинесто-чакълести и отчасти солончакови пустинни ландшафти.